# Live Pol’and’Rock Festival 2019 (album Kwiatu Jabłoni)
Live Pol’and’Rock Festival 2019 – pierwszy album koncertowy polskiej grupy muzycznej Kwiat Jabłoni. Wydawnictwo ukazało się 29 listopada 2019 roku w wersji CD+DVD nakładem wytwórni muzycznej Agora. Płyta zawiera zapis z koncertu, który odbył się na małej scenie w nocy 3 sierpnia 2019 roku o godzinie 00:40 podczas Pol’and’Rock Festival.

## Lista utworów
| Nr  | Tytuł utworu              | Długość |
| --- | ------------------------- | ------- |
| 1.  | „Dzień dobry”             | 4:31    |
| 2.  | „Za siódmą chmurą”        | 4:43    |
| 3.  | „Nie ma czasu”            | 5:26    |
| 4.  | „Nic więcej”              | 5:25    |
| 5.  | „Kto powie mi jak”        | 6:00    |
| 6.  | „Czekam na lepszy dzień”  | 4:56    |
| 7.  | „Wzięli zamknęli mi klub” | 5:25    |
| 8.  | „Niemożliwe”              | 6:10    |
| 9.  | „Wodymidaj”               | 6:22    |
| 10. | „Turysta”                 | 5:56    |
| 11. | „Dziś późno pójdę spać”   | 5:53    |
| 12. | „Kwiat jabłoni”           | 4:07    |
|     |                           | 1:04:54 |